# Bigi Meyer
Bigi Meyer (Lucerna, Suiza, 29 de octubre de 1949) es un exfutbolista suizo. Se desempeñaba en la posición de defensa.

## Selección nacional
Fue internacional con la selección de fútbol de Suiza en once ocasiones.

## Clubes
| Club        | País  | Año         |
| ----------- | ----- | ----------- |
| Luzern      | Suiza | 1968 - 1970 |
| Grasshopper | Suiza | 1970 - 1976 |
| Luzern      | Suiza | 1976 - 1977 |
| Grasshopper | Suiza | 1977 - 1983 |

## Palmarés

### Campeonatos nacionales
| Título                   | Club        | País  | Año                 |
| ------------------------ | ----------- | ----- | ------------------- |
| Super Liga Suiza         | Grasshopper | Suiza | 1971 1978 1982 1983 |
| Copa Suiza               | Grasshopper | Suiza | 1983                |
| Copa de la Liga de Suiza | Grasshopper | Suiza | 1973 1975           |